# Фортунатов, Юрий Александрович
Ю́рий Алекса́ндрович Фортуна́тов (14 [27] мая 1911, Москва, Российская империя — 10 февраля 1998, Москва, Россия) — советский и российский музыковед, заслуженный деятель искусств РСФСР (1984). Профессор Московской консерватории (1986). Член Союза композиторов СССР. Один из крупнейших музыкальных педагогов России XX века. Основные научные интересы — история симфонического оркестра, инструментоведение.

## Очерк жизни и творчества
Из дворян. Внук А. Ф. Фортунатова. Его отец Александр Алексеевич Фортунатов (1884—1949 гг.) — историк-испанист, профессор Московского университета; мать Елена Яковлевна Фортунатова (урожд. Казимирова; 1882—1965 гг.) была учительницей. В 1937 году окончил Московскую консерваторию по классу композиции Г. И. Литинского, здесь же занимался у А. Н. Александрова (композиция), Б. Л. Яворского (теория музыки), К. Н. Игумнова (фортепиано). В 1936—1939 гг. преподавал инструментовку в Туркменской студии при Московской консерватории. В 1939 году окончил аспирантуру по теории музыки под руководством В. А. Цуккермана.
В 1939 году призван на военную службу, направлен в Музвзвод Ташкентского пехотного училища. Одновременно со службой, на основании специального приказа командующего Среднеазиатского военного округа, преподавал композицию и музыкальную форму в Ташкентской консерватории. Одновременно сотрудничал в НИИ искусствознания имени Хамзы, занимаясь изучением музыкального фольклора Узбекистана. В Ташкенте познакомился с композиторами А. Ф. Козловским и Г. А. Мушелем, дружба с которыми продолжалась до конца жизни.
В 1944 году вернулся в Москву, до 1948 года преподавал инструментовку в Высшем училище военных дирижёров. С 1945 года до конца жизни преподавал в Московской консерватории инструментовку, чтение партитур, затем также историю оркестровых стилей (с 1986 года профессор). В числе многочисленных учеников — композиторы Ю. М. Буцко, А. И. Головин, Н. С. Корндорф, В. Тормис, музыковеды И. А. Барсова, В. П. Фраёнов. Одновременно в 1949—1953 годах вёл занятия по инструментовке в Доме культуры Армянской ССР. Некоторое время преподавал инструментоведение в Музыкальном училище при Московской консерватории. В качестве консультанта Комиссии музыки народов СССР при Секретариате Союза композиторов выезжал в союзные республики, где у него было множество «подопечных» музыкантов. Инициатор создания Всесоюзного семинара для композиторов в Доме творчества «Иваново», Консультациями Фортунатова пользовались композиторы со всего СССР, в том числе Г. В. Свиридов (при сочинений «Курских песен») и Р. К. Щедрин («Конёк-Горбунок» написан под руководством Ю. А. Фортунатова).
Наиболее ценная часть наследия Фортунатова — лекции по оркестровым стилям. В творческих и научных кругах пользовался огромным авторитетом как знаток симфонического оркестра, истории музыкальных инструментов и их эволюции. Важнейшим объектом изучения им русской музыки «доглинкинского» периода был композитор О. А. Козловский (его Реквием и увертюры опубликованы с комментариями Фортунатова в серии «Памятники русского музыкального искусства», вып. 11, 1997). Оркестровал ораторию «Девушка и смерть» Г. Г. Галынина (1963). Одним из первых в СССР занялся изучением оркестровых сочинений О. Мессиана, В. Лютославского, К. Орфа. По авторским эскизам инструментовал 4 номера оперы «Князь Игорь» А. П. Бородина и осуществил (вместе с Е. М. Левашёвым) новую редакцию этой оперы. Научные интересы охватывали также традиционную музыку Узбекистана (маком), Молдавии, Эстонии. Пропагандировал сочинения Э. Тубина, В. Тормиса (последний посвятил ему свои «Осенние пейзажи» для женского хора, 1964 г.).
В 1996 году на кафедре зарубежной музыки Московской консерватории проводились Исторические чтения в честь Фортунатова.
Автор «Практического руководства по чтению симфонических партитур» (вып. 1, совместно с И. А. Барсовой. М., 1966), статьи о С. Н. Василенко (в сборнике «Выдающиеся деятели теоретико-композиторского факультета Московской консерватории». М., 1966). Его лекции по истории оркестровых стилей изданы в кн.: Ю. А. Фортунатов. Лекции по истории оркестровых стилей. Воспоминания о Ю. А. Фортунатове (М., 2004, 2-е изд. М., 2010).
Заслуженный деятель искусств РСФСР (1984). Награждён Орденом Дружбы (1997), медалями «За победу над Германией» и «Ветеран труда».
Его жена Элеонора Петровна Федосова (р. 1930) — музыковед, педагог, заслуженный работник Высшей школы, доктор искусствоведения. В 1958 году окончила Московскую консерваторию по классу Л. А. Мазеля. Профессор кафедры аналитического музыкознания РАМ им. Гнесиных.
Похоронен на Введенском кладбище (20 уч.).